# Valvaithankoshtam
Valvaithankoshtam es una ciudad y nagar Panchayat situada en el distrito de Kanyakumari en el estado de Tamil Nadu (India). Su población es de 16965 habitantes (2011).

## Demografía
Según el censo de 2011 la población de Valvaithankoshtam era de 16965 habitantes, de los cuales 12443 eran hombres y 19335 eran mujeres. Valvaithankoshtam tiene una tasa media de alfabetización del 83,10%, superior a la media estatal del 80,09%: la alfabetización masculina es del 86,65%, y la alfabetización femenina del 92,39%.